# 2010년 동계 패럴림픽
2010년 동계 패럴림픽(영어: 2010 Winter Paralympics, X Paralympic Winter Games, 프랑스어: Jeux paralympiques d'hiver de 2010)은 밴쿠버와 휘슬러에서 2010년 3월 12일부터 3월 21일까지 개최된 동계 패럴림픽이다.
개회식은 밴쿠버의 BC 플레이스 스타디움에서 열렸으며 폐회식은 휘슬러에서 열렸다. 2010년 대회는 토론토에서 열린 1976년 하계 패럴림픽 이후에 캐나다에서 두 번째로 치르는 패럴림픽 대회이다. 밴쿠버는 이번 패럴림픽을 1986년에 열린 1986년 엑스포부터 시작된 도시의 새 역사를 쓸 기회로 여겼다.
2006년 7월 7일에는 캐나다의 왕족, 오스트레일리아의 왕족인 동시에 영국 패럴림픽 협회의 후원자인 웨식스 백작 에드워드가 밴쿠버 시청에서 패럴림픽기를 게양했다. 대한민국 내 방송사로는 SBS와 복지 TV(WBC)에서 공동으로 밴쿠버 동계 패럴림픽 개·폐회식 및 경기 등을 중계하였다.

## 경기

### 참가국
2010년 동계 패럴림픽에 참가한 국가는 총 44개국이다. 아르헨티나, 보스니아 헤르체고비나, 루마니아, 세르비아 4개국이 처음으로 동계 패럴림픽에 참가하였다.
| - 안도라 (2) - 아르헨티나 (2) - 아르메니아 (2) - 오스트레일리아 (11) - 오스트리아 (19) - 벨라루스 (9) - 벨기에 (1) - 보스니아 헤르체고비나 (1) - 불가리아 (3) - 캐나다 (46) (개최국) - 칠레 (2) - 중화인민공화국 (7) - 크로아티아 (4) - 체코 (19) - 덴마크 (2) | - 핀란드 (5) - 프랑스 (21) - 독일 (20) - 영국 (12) - 그리스 (2) - 헝가리 (2) - 아이슬란드 (1) - 이란 (1) - 이탈리아 (35) - 일본 (42) - 카자흐스탄 (1) - 멕시코 (2) - 몽골 (2) - 네덜란드 (1) - 뉴질랜드 (2) | - 노르웨이 (27) - 폴란드 (12) - 루마니아 (1) - 러시아 (31) - 세르비아 (1) - 슬로바키아 (13) - 슬로베니아 (1) - 스페인 (5) - 남아프리카 공화국 (1) - 대한민국 (25) - 스웨덴 (26) - 스위스 (15) - 우크라이나 (19) - 미국 (50) |

### 정식 종목
20개의 세부 종목이 이번 패럴림픽의 정식 종목으로 확정되었다.
- 알파인 스키
- 바이애슬론
- 크로스컨트리 스키
- 휠체어 컬링
- 아이스 슬레지 하키

### 일정
| ● | 개회식 |  | 경기 예선 | • | 순위 결정전 | ● | 폐회식 |

| 2010년 3월         | 12일 금 | 13일 토 | 14일 일 | 15일 월 | 16일 화 | 17일 수 | 18일 목 | 19일 금 | 20일 토 | 21일 일 | 금메달 수 |
| ------------------ | ------- | ------- | ------- | ------- | ------- | ------- | ------- | ------- | ------- | ------- | --------- |
| 알파인 스키        |         | •••     | ••      | ••      | ••• ••  |         | ••      | ••      | ••      | ••      | 30        |
| 바이애슬론         |         | •••     |         |         |         | •••     |         |         |         |         | 12        |
| 크로스컨트리 스키  |         |         | ••      | ••      |         |         | •••     |         | ••      | •••     | 20        |
| 아이스 슬레지 하키 |         |         |         |         |         |         |         |         | •       |         | 1         |
| 휠체어 컬링        |         |         |         |         |         |         |         |         | •       |         | 1         |
| 총 금메달 수       |         | 12      | 4       | 8       | 6       | 6       | 8       | 4       | 6       | 10      | 64        |
| 행사               | ●       |         |         |         |         |         |         |         |         | ●       |           |

### 메달 집계
| 순위 | 국가             | 금메달 | 은메달 | 동메달 | 합계 |
| ---- | ---------------- | ------ | ------ | ------ | ---- |
| 1    | 독일 (GER)       | 13     | 5      | 6      | 24   |
| 2    | 러시아 (RUS)     | 12     | 16     | 10     | 38   |
| 3    | 캐나다 (CAN)     | 10     | 5      | 4      | 19   |
| 4    | 슬로바키아 (SVK) | 6      | 2      | 3      | 11   |
| 5    | 우크라이나 (UKR) | 5      | 8      | 6      | 19   |
| 6    | 미국 (USA)       | 4      | 5      | 4      | 13   |
| 7    | 오스트리아 (AUT) | 3      | 4      | 4      | 11   |
| 8    | 일본 (JPN)       | 3      | 3      | 5      | 11   |
| 9    | 벨라루스 (BLR)   | 2      | 0      | 7      | 9    |
| 10   | 프랑스 (FRA)     | 1      | 4      | 1      | 6    |

## 같이 보기
- 2010년 동계 올림픽